# La Grevolosa
La Grevolosa és una masia d'Osor (Selva) inclosa a l'Inventari del Patrimoni Arquitectònic de Catalunya. Es tracta d'un casal ja existent al segle xiv, però que pertany a una reconstrucció dels segles XVIII-XIX.

## Descripció
És un gran casal de planta rectangular, que consta de planta baixa i dos pisos superiors. La masia està coberta amb una teulada a dues aigües de vessants a laterals parcialment esfondrada. La masia està ubicada en un terreny molt irregular com és un pendent. Per tal de salvar el desnivell físic existent, s'ha construït una estructura aterrassada, composta a base de pedruscall en forma de grans blocs de pedra totalment irregulars i sense desbastar i treballar i còdols. L'entrada principal està precedida per una porxada de tres arcs de mig punt, el central més gran.
En el primer pis o planta noble, trobem quatre obertures: per una banda tenim una petita finestra, ubicada a l'extrem dret. Mentre que per l'altra tres obertures rectangulars amb llinda monolítica i muntants de pedra. La del centre és projectada com a balconada i equipada amb una penya volada d'aspecte lleuger i la seva pertinent barana de ferro forjat. Aquesta balconada central està flanquejada per dues obertures - una a cada costat respectivament- projectades com a semi-balconades, ja que les baranes de ferro forjat actuen més com a ampit que no pas com a baranes pròpiament, cosa que provoca que no sobresurtin gens respecta el pla horitzontal de la façana. Les tres baranes es troben completament oxidades i es un estat avançat de corrosió.
En el pis superior trobem, al centre, una galeria de dos arcs de mig punt amb un ampit o barana de ferro forjat en la part frontal, i als laterals dues petites finestres quadrangulars amb llinda monolítica i muntants de pedra.
Tanca la façana un ràfec prominent de fusta sustentat per llates i tapajuntes. Per la seva banda en les dues façanes laterals aflora, respectivament, un ràfec de cinc fileres: la primera de rajola plana, la segona de teula, la tercera de rajola plana, la quarta de teulada i la cinquena de teula girada.
La masia es troba immersa en un estat deplorable de conservació com així ho acrediten diversos factors: en primer lloc, el procés d'enrunament està molt avançat i l'exemple el trobem en la coberta parcialment esfondrada. En segon lloc, gairebé tota la superfície física de la masia la tapa, completament, la vegetació fins al punt que només es veu la façana quedant la resta totalment emboscada. En tercer lloc, les esquerdes són àmplies i múltiples i es troben disseminades per tota la façana. En quart lloc, les clapes on la capa d'arrebossat s'ha desprès completament, quedant a la vista tota la composició interna a base de fragments de rajola esmicolada, pedres fragmentades i còdols.
A la part posterior de la masia trobem una sèrie de petites construccions, exemptes, molt deteriorades que podrien actuar antigament com a graner o magatzem o com a dependències de treball.